# 潘氏鰍鮀
潘氏鰍鮀（学名：Gobiobotia pappenheimi）为鲤科鰍鮀屬的鱼类。在中国，主要分布于海河、黄河等，常栖息于平原河流的缓流沙底处。该物种的模式产地在天津。

## 扩展阅读
維基物種上的相關：潘氏鰍鮀
- 黄河土著鱼类列表